# Phasia glabrata
Phasia glabrata är en tvåvingeart som först beskrevs av Robineau-desvoidy 1863.  Phasia glabrata ingår i släktet Phasia och familjen parasitflugor.
Artens utbredningsområde är Frankrike. Inga underarter finns listade i Catalogue of Life.